# Elatostema
Elatostema hay thường gọi tiếng Việt chi cao hùng là chi thực vật có hoa trong họ Tầm ma. Chi này bao gồm khoảng 350 loài đã được biết đến, trên thực tế có thể lên tới 1.000 loài, phân bổ ở rừng nhiệt đới khắp các khu vực thuộc châu Á, châu Phi, châu Úc. Nhiều loài thuộc Elatostema có thể được dùng làm rau hoang dã ăn được hoặc biết đến dùng làm thuốc. Ngày nay được sự hỗ trợ của công nghệ phân tích DNA người ta thấy rằng các chi Elastostema, Pellionia, và Pilea có quan hệ gần gũi và có thể nhập làm một.

## Các loài
Một số loài trong chi:
- Elatostema fengshanense
- Elatostema grande (Wedd.) P.S.Green
- Elatostema lineolatum - rau đắng
- Elatostema malipoense[5]
- Elatostema montanum Endl.
- Elatostema pleiophlebium[5]
- Elatostema pulchra
- Elatostema reticulatum Wedd.
- Elatostema repens
- Elatostema rugosum
- Elatostema stipitatum Wedd.
- Elatostema umbellatum